# Genja Jonas

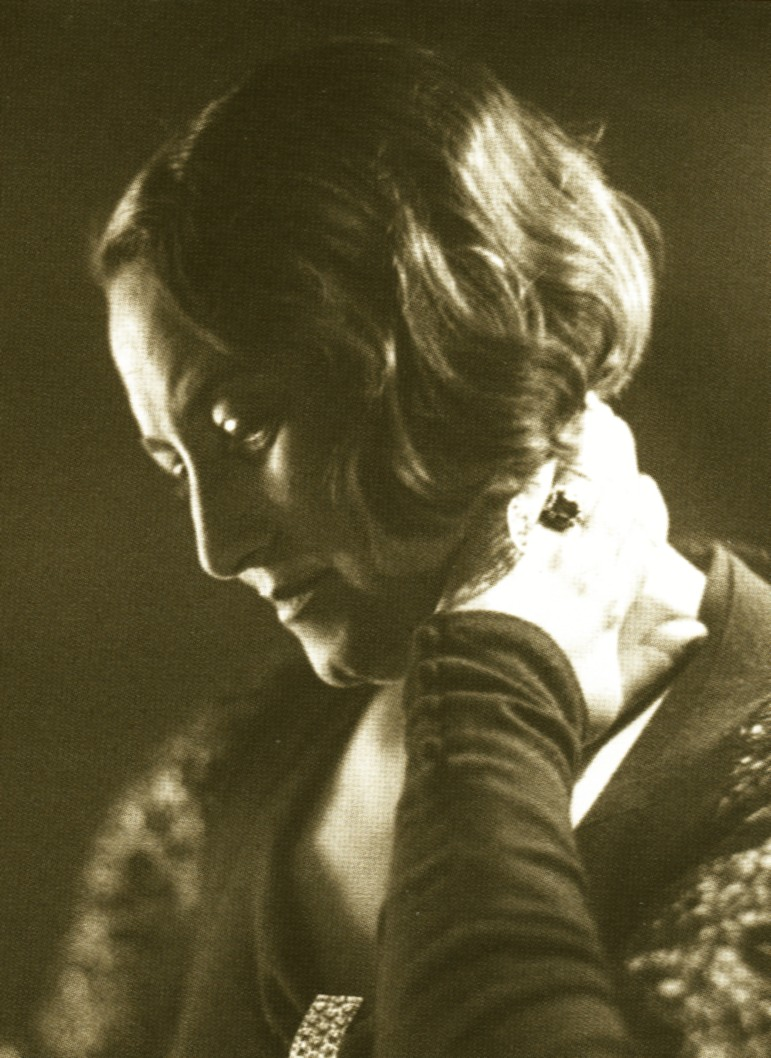
Genja Jonas: Selbstporträt, um 1935

Genja Jonas (* 2. September 1895 in Rogasen, Kreis Obornik, Provinz Posen als Jenny Jonas; † 8. Mai 1938 in Dresden) war eine deutsche Fotografin.

## Familie
Genja Jonas wurde als zweites Kind des jüdischen Zigarrenhändlers Simon Sigismund Jonas (geb. 1866) und der Laura Loewenthal (geb. 1867) geboren. Sie hatte drei Geschwister: Der ältere Bruder Max Jonas (geb. 1894) wurde wie sein Vater Zigarrenhändler und konnte nach der Machtergreifung Hitlers mit seiner Familie in die Niederlande emigrieren, wo er in Rotterdam arbeitete. Der jüngere Bruder Kurt (1898–1974) wurde Arzt in Dresden. Er ging – nach der Machtergreifung der Nazis – nach Amerika. Ihrer Schwester Erna (1907–1959), verheiratete Rosenbaum, die in der Dresdner Seevorstadt ein Maßschneidergeschäft betrieb, gelang die Emigration nach Israel.
Genja Jonas’ Eltern lebten ab 1923 bei ihren Kindern in Dresden. Sie konnten zunächst wie ihr Sohn Max in die Niederlande emigrieren. In Rotterdam wurden beide im März 1943 verhaftet und in das Konzentrationslager Westerbork und von dort in das Vernichtungslager Sobibor deportiert. Hier wurden sie am 23. Juli 1943 ermordet.
Genja Jonas war von 1925 bis zu ihrem Tod mit Alfred Günther, Schriftsteller und Redakteur (Dresdner Neueste Nachrichten) (geb. 1893), verheiratet. Die Ehe blieb kinderlos.

## Leben und Wirken

Logo, das Genja Jonas in einem von ihr angefertigten Fotoalbum verwendete

Jonas wuchs in Bromberg auf und ging möglicherweise 1914 nach Berlin, wo sie sich bis 1918 zur Fotografin ausbilden ließ. Sie ließ sich anschließend wie ihre Geschwister in Dresden nieder und eröffnete hier 1918 auf der Bürgerwiese 6 ihr „Fotoatelier Portikus“. Zu ihren Mitarbeitern zählte in den 1920er-Jahren die von Hugo Erfurth ausgebildete Fotografin Erica Stroedel (1899–1984); der Künstler Wols ging 1931 für einige Monate bei ihr in die Lehre. Der Londoner Fotograf Richard N. Haile besuchte das Atelier bei einer Reportage-Reise durch Europa. Ab 1934 wohnte sie mit ihrem Mann gleich im Nachbarhaus in der Bürgerwiese 4, nachdem das Paar lange in getrennten Wohnungen gelebt hatte.
Jonas wurde eine der gefragtesten Porträtfotografen in Dresden, nahm an Internationalen Ausstellungen teil und nahm Aufträge im Ausland, unter anderem in Frankreich, wahr. In England durfte sie die Mitglieder des Königshauses porträtieren. Bedeutung erlangten ihre Fotografien der Tänzerin Gret Palucca. Diese war mit Jonas’ Ehemann Alfred Günther befreundet. Über ihn wurde der Kontakt zu Jonas hergestellt, die Palucca einen Tag lang in ihrem Atelier auf der Bürgerwiese fotografierte.

„Einen ganzen Tag haben wir da gearbeitet. Ich ließ ein und dieselbe Platte laufen, bis sie nur noch krächzte. Ohne Musik konnte ich nicht tanzen. Mir war es gleichgültig, ob es viele Stunden die gleiche Musik war. Wir hatten beide einen guten Tag. Da sind diese schönen Aufnahmen entstanden, alle an einem Tag. Da war irgendeine Beziehung, wie es das ja manchmal gibt. Uns hat das beide fasziniert.“

Es entstanden verschiedene Aufnahme-Serien, die Jonas in Leporellos binden ließ. Jonas fotografierte auch andere Tänzerinnen wie beispielsweise Sent M’Ahesa, Käthe Diekmann und Hilde Brumof. Über ihre Schwester Erna wiederum kam Jonas in Kontakt mit dem Schauspieler Adolf Wohlbrück, den sie ebenfalls porträtierte. Weitere Porträtaufnahmen fertigte sie unter anderem von Pol Cassel, Jenny Schaffer-Bernstein, Erich Ponto, Ottomar Enking, Heinrich Zerkaulen, Fritz Reiner, Antonia Dietrich, Kurt Schwitters und Theodor Däubler an; Jonas-Bildnisse von beiden befinden sich unter anderem im Besitz des Kupferstich-Kabinetts der Staatlichen Kunstsammlungen Dresden. Jonas’ Wohnung war Treffpunkt der geistigen und künstlerischen Elite ihrer Zeit.
Neben bekannten Persönlichkeiten schuf Jonas auch Porträts Dresdner Bürger. Vor allem ihre Kinderaufnahmen ernteten das Lob ihrer Zeitgenossen, da sie in ihnen „weit von Niedlichkeit und Kitsch das echte rätselhafte Kindsein erspürte.“ Insgesamt entstanden rund 20.000 Aufnahmen, von denen einige in zeitgenössischen Publikationen abgedruckt wurden. „Ihre eigenartige technische Methode fußte auf der kurzen Exposition der Momentaufnahme und auf einer höchst sensitiven Retouche; ausschlaggebend aber war immer ihr psychologisch tief eindringender Blick.“
Es sind einige wenige Landschaftsaufnahmen von Genja Jonas aus dem Jahr 1934 bekannt, die auf der Halbinsel Samland entstanden. Zudem fertigte Jonas auch surrealistische Fotocollagen. Über Kurt Schwitters, mit dem sie befreundet war und den sie mehrfach porträtierte, kam sie in Kontakt mit der Dada-Bewegung. Neben eigenen Fotocollagen, die unter anderem 1936 in Joachim Ringelnatz’ postum veröffentlichten Gedichtband Für die Mode, nicht dagegen sei der Mensch. Gedichte für Venus erschienen, entstanden auch Fotocollagen in Zusammenarbeit mit Schwitters, die 1929 auf der Werkbund-Ausstellung „Film und Foto“ in Stuttgart gezeigt wurden. Schwitters widmete ihr eine Collage, Pol Cassel porträtierte sie 1926 (Öl auf Leinwand, 95 × 70 cm; Galerie Neue Meister Dresden) und Edmund Kesting fertigte ein experimentelles Foto in Mehrfachbelichtung von ihr an.
Jonas’ Mann Alfred Günther wurde 1936 aus der Reichsschrifttumskammer ausgeschlossen und Jonas selbst wegen ihrer „nichtarischen Herkunft“ 1935 aus der „Gesellschaft Deutscher Lichtbildner“ ausgeschlossen, so hieß es im Tagungsordnungsbericht der GDL 1935: „Aus der Mitgliederliste der Gesellschaft sind zu streichen: die Damen und Herren Kurt Schallenberg [1883–1953], Hamburg; Genja Günther-Jonas, Dresden; Annelise Kretschmer-Silberbach, Dortmund; Josef Rosner, Chemnitz; Josef Grieshaber, Frankfurt am Main; Prof. Dr. Pistor, Jena.“
Jonas, die nach England emigrieren wollte, erkrankte an Krebs und verstarb am 8. Mai 1938 in Dresden. Gret Palucca berichtete in ihren Erinnerungen vom Tod Jonas’, an deren Krankenbett sie noch zu einer Arie aus Il trovatore getanzt habe. Genja Jonas wurde auf dem Urnenhain Tolkewitz beigesetzt. 1968 wurde das Grab eingeebnet. Bis dahin hatte ihr Ehemann, der 1969 in Stuttgart starb, die Gebühr bezahlt. Die Grabstelle wurde jedoch nicht neu belegt.
Im Nachruf auf sie hieß es: „Genia Jonas hat sich einen Ruf als Porträtistin erworben, der sich durch ihre Bilder auf Internationalen Ausstellungen und durch ihre über 20 000 Aufnahmen immer verbreitete und festigte.“
Das Atelier Portikus übernahm zunächst Alfred Günther und verkaufte es im Herbst 1938 an die auf Tanzfotografie spezialisierte Charlotte Rudolph (1896–1983). Es wurde bei der Bombardierung Dresdens im Februar 1945 zerstört, wobei auch ein Großteil der fotografischen Werke Genja Jonas’ verloren gingen. Erhalten blieben nur einige ihrer Fotos in den Sammlungen von Theatern, Galerien oder in Privatbesitz.

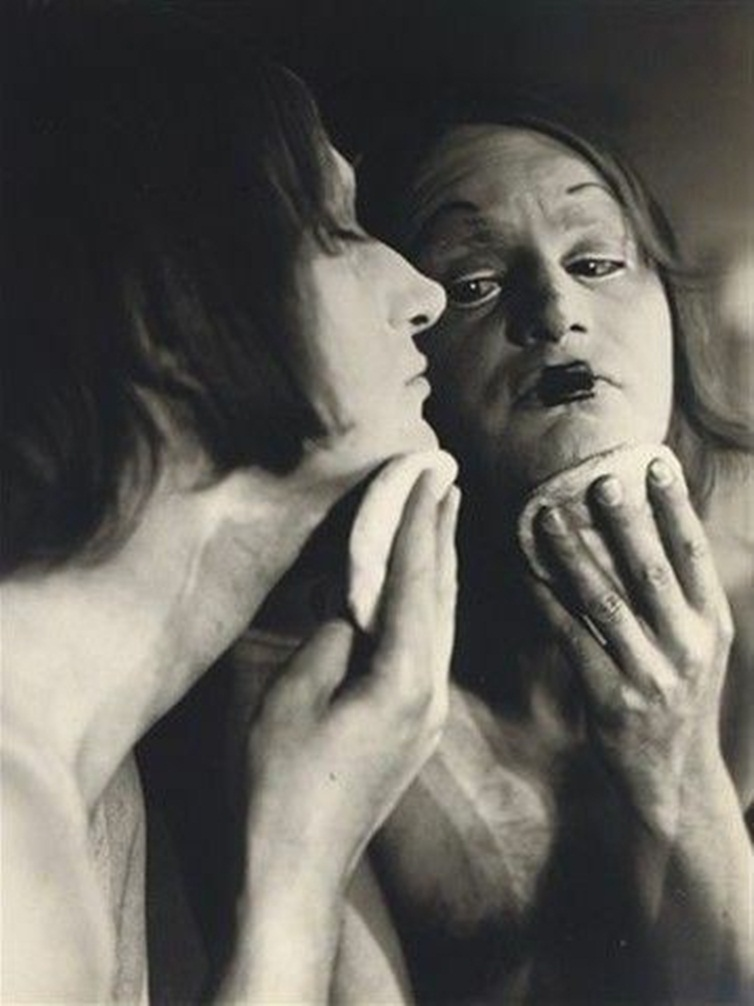
Adolf Wohlbrück im Sommer 1930 als Andreas Bleichenwang aus Was ihr wollt
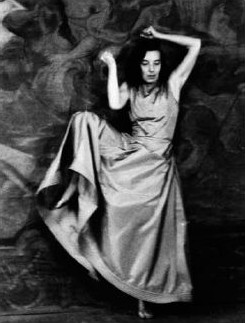
Tanzfotografie: Gret Palucca 1936
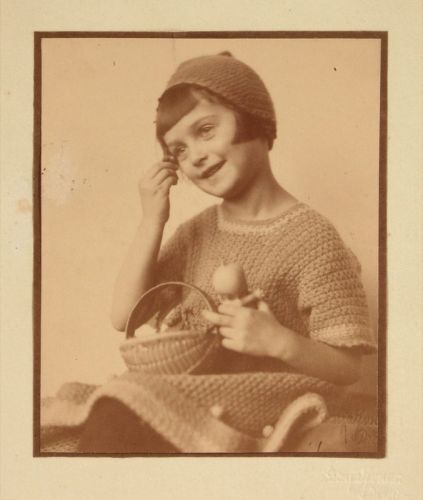
Kinderfotografie: Mädchen im Strickkleid 1922
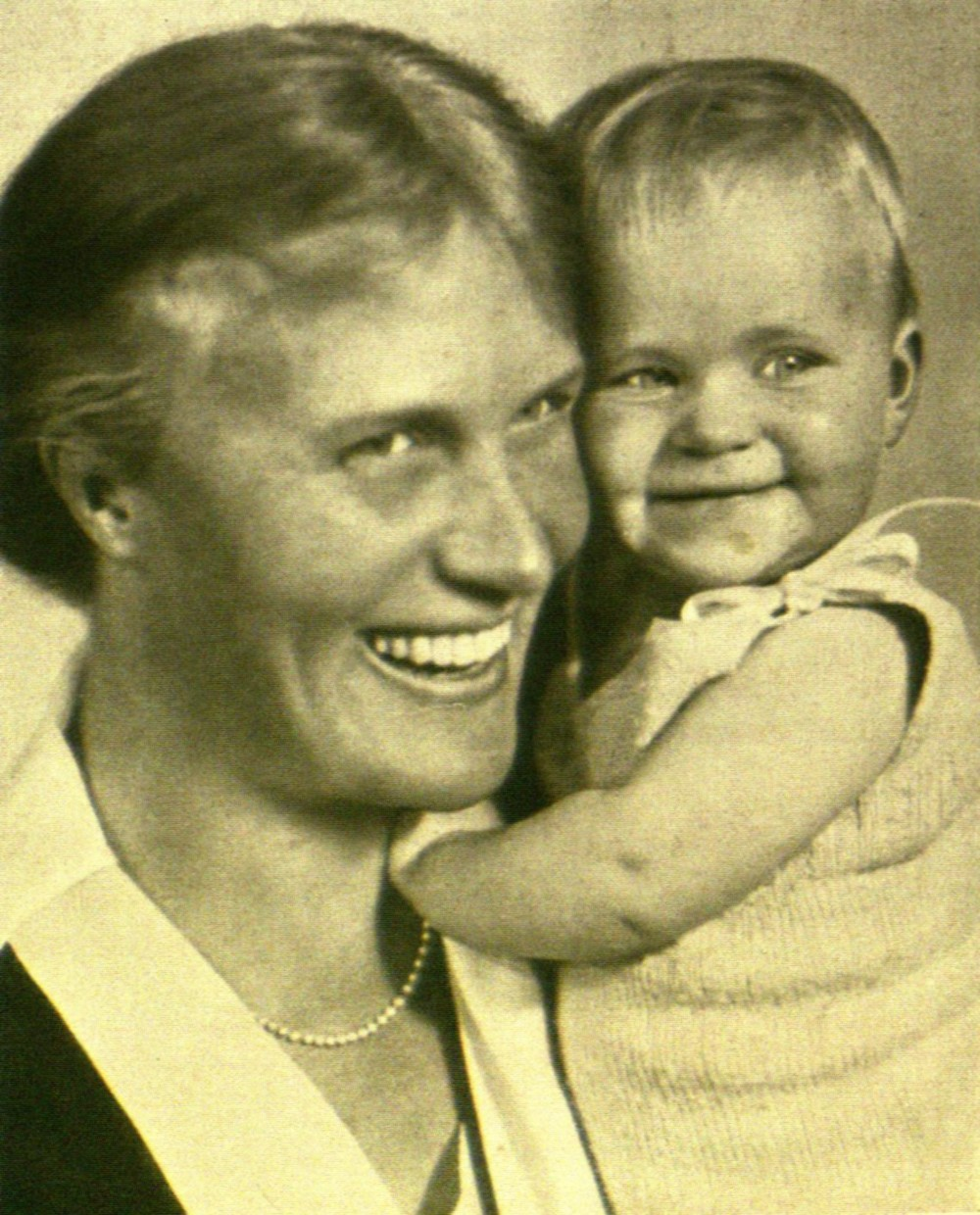
Familienaufnahme: Elsa Brändström mit Tochter Brita 1932
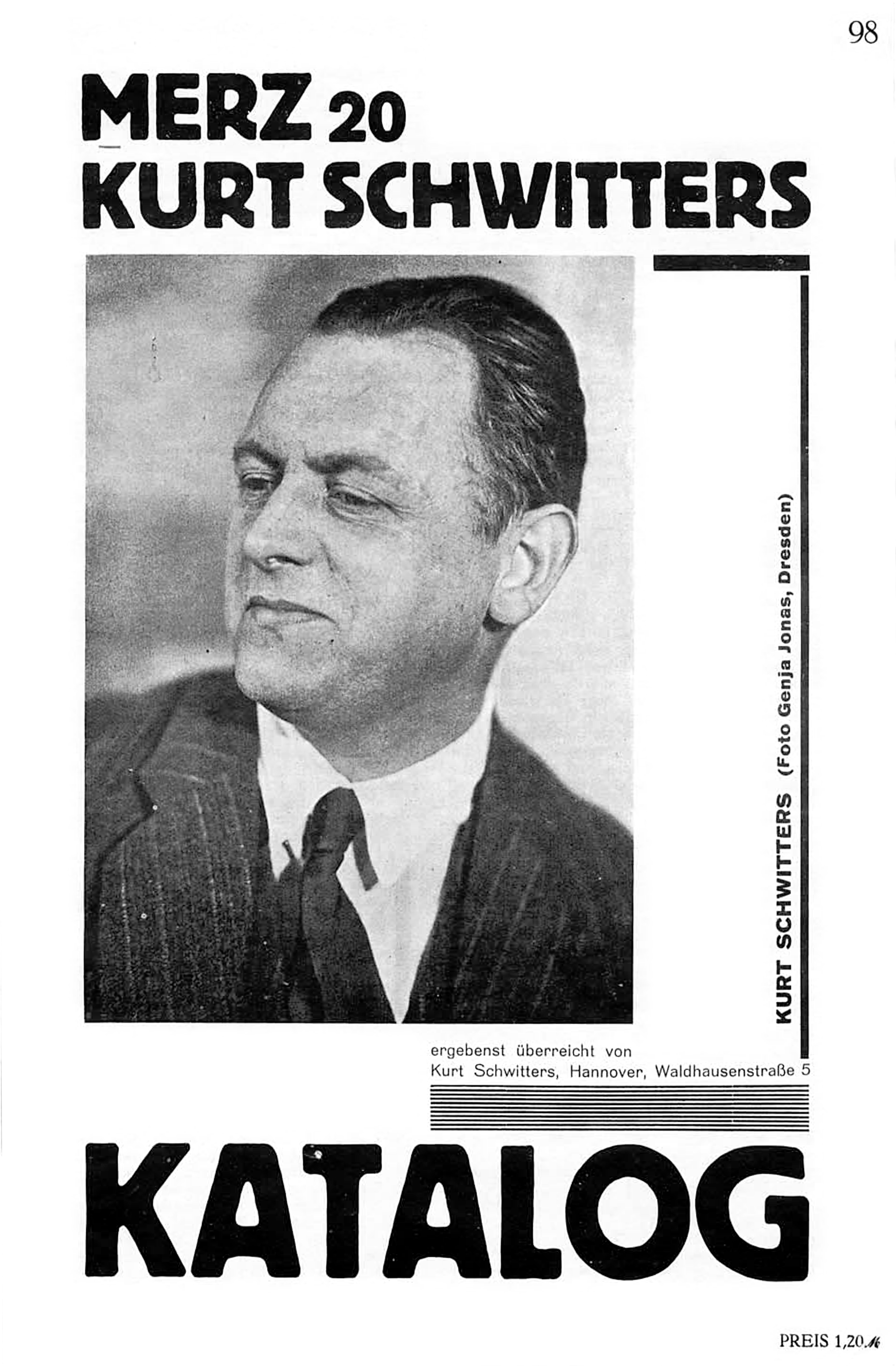
Porträtfotografie: Merz 20 aus dem Jahr 1927 mit einem Coverfoto Kurt Schwitters’
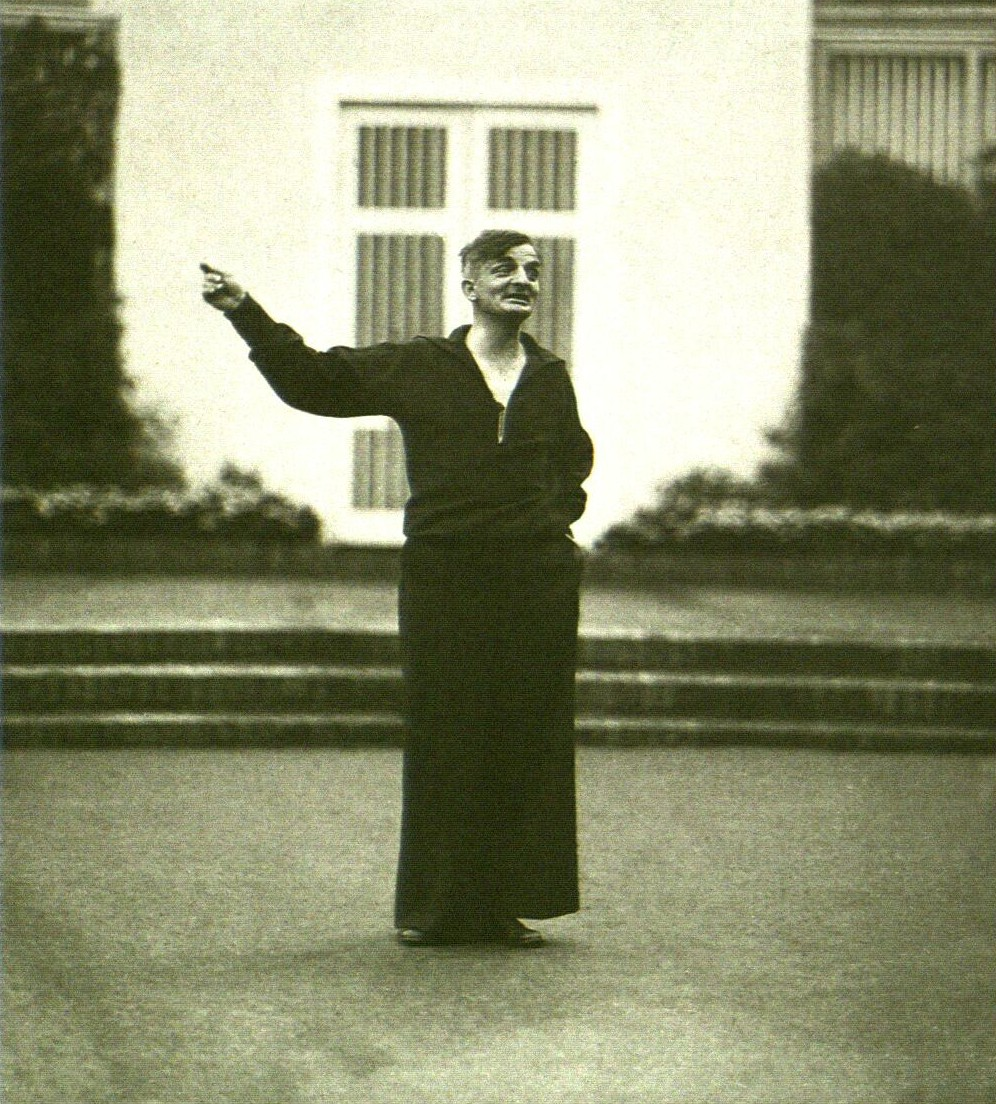
Joachim Ringelnatz, 1926